# Egbert van Heemskerck

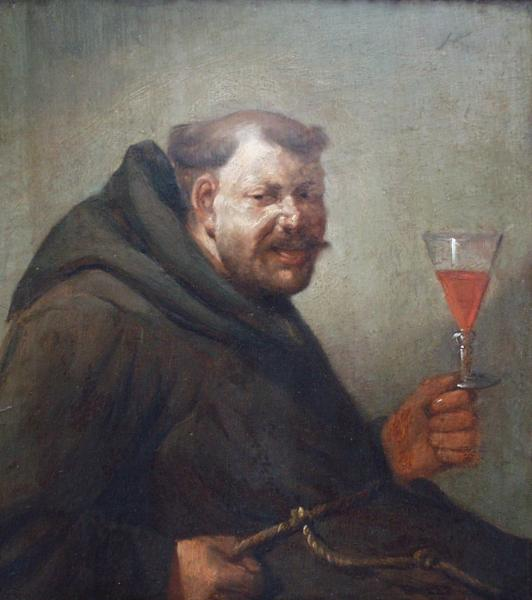
Pijący mnich, Museum Bredius, Haga, ok. 1650

Egbert van Heemskerck określany też jako starszy lub I (ur. 1634 w Haarlemie, zm. 1704 w Londynie) – holenderski malarz barokowy.
Uczył się prawdopodobnie u Pietera de Grebbera, od 1646 był członkiem haarlemskiej gildii św. Łukasza. Oprócz Haarlemu działał też w Hadze i Amsterdamie. Około 1680 przeniósł się do Londynu, gdzie zmarł w 1704.
Artysta specjalizował się w malarstwie rodzajowym, przedstawiał wiejskie zabawy, karczmy i chłopskie zagrody w rubasznym stylu Adriaena Brouwera. Malował też sceny fantastycznie sceny z czarownikami i potworami koncentrując się na elementach groteski i niesamowitości. W czasie pobytu w Anglii malował też wielkoformatowe portrety zbiorowe.
Atrybucja dzieł artysty jest bardzo utrudniona, starsze źródła wymieniają innego malarza o tym imieniu i nazwisku żyjącego w latach 1610-1680 również zajmującego się podobną tematyką. Obecnie jego istnienie jest kwestionowane. Ponadto Heemskerck miał syna urodzonego pomiędzy 1666 a 1686 noszącego to samo imię. Obaj ze sobą ściśle współpracowali, co wręcz uniemożliwia precyzyjne odróżnienie ich prac. Dzieła obu malarzy znajdują się głównie w kolekcjach brytyjskich i holenderskich. W zbiorach Muzeum Narodowego w Warszawie znajdują się trzy obrazy przypisywane Heemskerckowi: Scena przy winie, Śpiewacy w karczmie i Zabawa w kuchni.